# Heiploeg

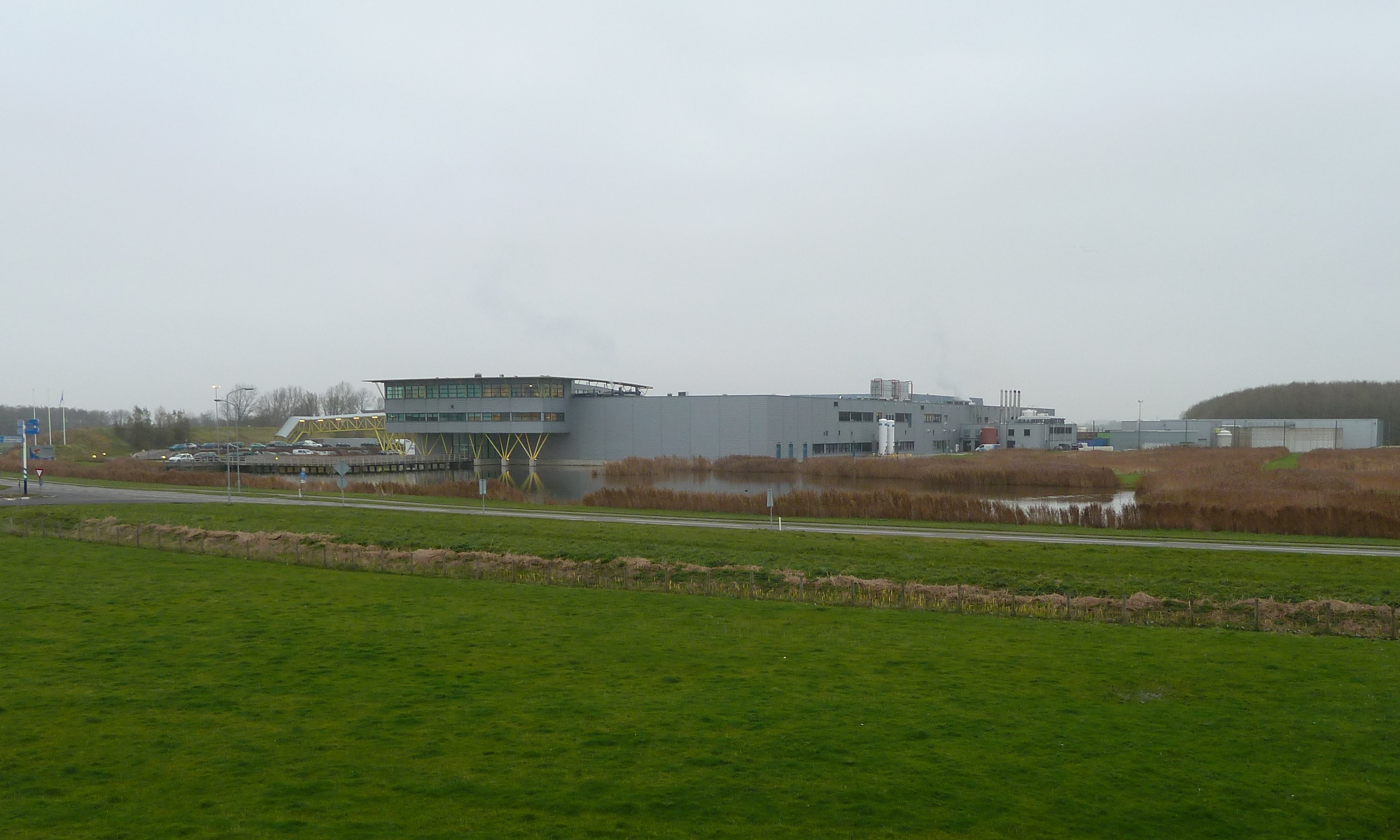
Betriebsgebäude in Zoutkamp

Heiploeg B.V. ist ein Lebensmittelhersteller mit Sitz im niederländischen Zoutkamp (Provinz Groningen) und eine Unternehmensgruppe. In der Hauptsache werden Meeresfrüchte und Fisch verarbeitet. Das Unternehmen hat 2500 Mitarbeiter. 
Die Geschichte geht auf das Jahr 1900 zurück. Nachdem das Unternehmen 2014 Insolvenz anmelden musste, wurde es von der ebenfalls niederländischen Gruppe Parlevliet & Van der Plas übernommen.
Nach eigenen Angaben ist Heiploeg Marktführer in Europa für Garnelen aus der Nordsee.
Zur Gruppe gehört das Transportunternehmen Heitrans International B.V., das 1987 gegründet wurde. Die Flotte besteht aus 31 Aufliegern und 16 Zugmaschinen.
- Heiploeg International BV
- Heiploeg Suriname, Surinam
- Noble House Seafoods, Guyana
- Heiploeg Seafood India, Indien
- TK Fish, Marokko[4]